# M270 MLRS
M270 Multiple Launch Rocket System, kort M270 MLRS, är ett raketartillerivapen från USA. Det kan skjuta styrda och ostyrda projektiler upp till 42 km. Genom att avfyra Army Tactical Missile System (ATACMS) kan artillerisystemet nå upp till 300 km.

## Historia

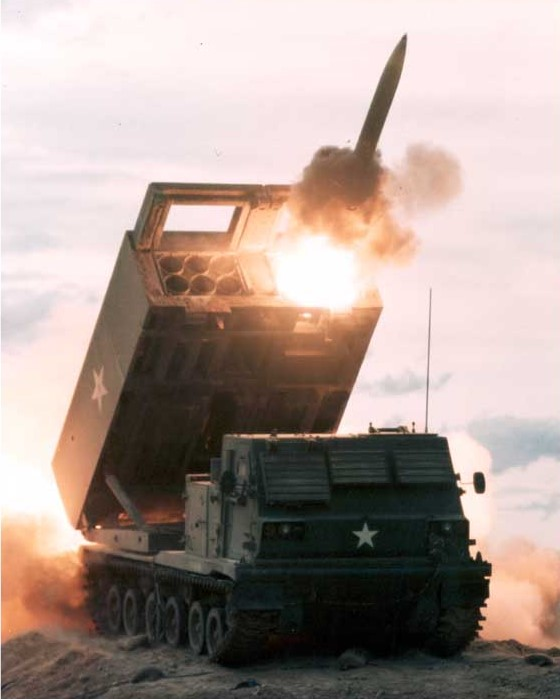
En M270 MLRS utför en raketavfyrning.

Raketerna och ATACMS-robotarna förvaras i utbytbara kapslar. Varje kapsel innehåller sex ostyrda raketer eller en styrd ATACMS-robot, de två typerna kan inte blandas. Avfyrningsfordonet kan bära två kapslar i taget som den kan ladda genom att använda en integrerad kran. Alla tolv raketer eller två ATACMS-robotar kan avfyras på under en minut. Ett avfyrningsfordon som avfyrar tolv robotar kan helt täcka ett 1 km² med substridsdelar. Den amerikanska armén håller på att utveckla och fälttesta raketer med en enda stor stridsspets samt varianter av ATACMS, såväl som en styrd raket. Den tyska försvarsmakten har utvecklat en AT-2-raket som kan bära stridsvagnsminor.
M270 är i bruk i USA, Storbritannien, Egypten, Frankrike, Tyskland, Grekland, Israel, Italien, Japan, Sydkorea och Turkiet. Bahrain, Danmark, Norge och Nederländerna har använt M270. Finland köpte år 2006 två batterier M270 (22 avfyrningsfordon) från Nederländerna. 
När de först togs i bruk användes MLRS i blandade bataljoner som bestod av 2 batterier traditionellt artilleri (haubitsar) och ett batteri MLRS SPLL (self-propelled loader/launchers). Den första operativa bataljonen med enbart MLRS började träna under vintern 1985. Alpha Battery, 4/27th FA (MLRS) fördes i sin helhet till Peden Barracks vid Wertheim, Västtyskland i april samma år. "Sudden Impact", som den var känd som bland dess personal, ansågs vara operativ i juni samma år. Två andra batterier följde snart efter.
4/27th FA (MLRS) understödde Operation Desert Shield under Kuwaitkriget på juldagen 1990.

## Specifikationer
- Raketkaliber: 227 mm
- Raketlängd: 3,94 m
- Raketvikt: 308 kg
- Stridsspetstyper: substridsdelar, singel
- Maximal räckvidd: 42 km
- Tagen i tjänst: 1982 (USA:s armé)
- Första gången använd i krig: 1991 (Kuwaitkriget)